# نقض حقوق ورزشکاران در جمهوری اسلامی ایران
در این نوشتار، نقض حقوق ورزشکاران و قهرمانان ایران توسط نظام جمهوری اسلامی ایران، مورد بررسی قرار گرفته‌است.

## نقض حقوق ورزشکاران

باشگاه والیبال پاس تهران، تیم والیبال زنان پاس تهران، پیش از انقلاب ۱۳۵۷، فروزان عبدی، از سمت چپ، نفر سوم

در حکومت جمهوری اسلامی ایران، حقوق ورزشکاران و قهرمانان ایران نقض می‌شود.

## اعدام قهرمانان ورزشی
1. فروزان عبدی‌پور پیربازاری؛ کاپیتان تیم ملی والیبال زنان ایران در مرداد ۱۳۶۷ به جرم هواداری از سازمان مجاهدین خلق ایران به همراه هزاران زندانی عقیدتی و سیاسی اعدام شد.[۱]
2. حبیب خبیری؛ بازیکن و کاپیتان تیم ملی فوتبال ایران بود. وی سابقه بازی در باشگاه فوتبال هما و ۱۸ بازی در تیم ملی و ۲ گل ملی نیز در کارنامه‌اش داشت.[۲] خبیری در سال ۱۳۶۰ دستگیر و پس از مدت کوتاهی آزاد شد و در سال ۱۳۶۲ به اتهام عضویت در سازمان مجاهدین خلق ایران، بار دیگر دستگیر و یک سال بعد اعدام شد.[۳][۴][۵][۶]
3. هوشنگ منتظرالظهور؛ عضو تیم ملی کشتی فرنگی ایران و از اعضای تیم ملی کشتی فرنگی ایران در بازی‌های المپیک تابستانی ۱۹۷۶ بود. او در ۲۲ مرداد ۱۳۶۰ قهرمان کشور در وزن ۹۰ کیلوگرم شد ولی ۲ روز بعد توسط پاسداران در اصفهان دستگیر و در ۱۱ مهر ۱۳۶۰ به جرم هواداری از سازمان مجاهدین خلق اعدام شد.[۷][۸][۹]
4. نوید افکاری سنگری؛[۱۰][۱۱][۱۲][۱۳][۱۴][۱۵][۱۶] کشتی‌گیر ایرانی و از معترضان اعتراضات مرداد ۱۳۹۷ ایران بود که در صبح روز شنبه ۲۲ شهریور ۱۳۹۹ به‌طور ناگهانی و بدون اینکه آخرین دیدار را با خانواده خود داشته باشد، بر اساس گفتهٔ قوهٔ قضائیه، در زندان عادل‌آباد شیراز اعدام شد.[۱۷][۱۸][۱۹] وی در هنگام اعدام ۲۷ سال داشت و در گذشته دارای چند عنوان قهرمانی کشتی کشوری بوده‌است.[۲۰] نوید افکاری در نامه‌ای که منتشر کرد، نوشته بود که همهٔ اعترافات وی تحت شکنجهٔ روحی و جسمی بوده، از جمله اینکه «روی صورتش پلاستیک کشیده بودند» و او «تا مرز خفگی و مرگ پیش رفته» و در این شرایط «مجبور به اقرار به مطالب ساختگی» شده‌است.[۲۱][۲۲]
5. نازنین عظیم‌زاده؛ قهرمان تیم ملی ژیمناستیک زنان ایران و نیز از هواداران سازمان مجاهدین خلق ایران، در سال ۱۳۶۰ در یکی از زندان‌های تهران، اعدام شد. وی متولد ۱۳۴۱ در گرگان و جوان‌ترین ژیمناست عضو تیم ملی بود که در بازی‌های آسیایی تهران ۱۹۷۴ شرکت کرد.[۲۳]
6. علاءالدین عترتی کوشالی؛ زادهٔ سال ۱۳۳۱ بازیکن فوتبال سابق تیم‌های ملوان بندر انزلی، سپیدرود رشت، دارایی و پرسپولیس تهران بود و سابقه عضویت در تیم منتخب ایران را نیز داشت. وی در ۷ دی ۱۳۶۰ به اتهام عضویت در سازمان مجاهدین خلق ایران در لاهیجان پس از تحمل شکنجه‌های بسیار اعدام شد.[۲۴][۲۵]
7. علی مطیری؛ بوکسور ایرانی ۳۰ ساله، روز پنج‌شنبه ۹ بهمن ۱۳۹۹، در زندان شیبان اهواز، به اتهام‌های «محاربه، افساد فی‌الارض و کشتن دو تن از اعضای بسیج این شهرستان» اعدام شد. در ۱۷ اردیبهشت ۹۷ علی مطیری در منزل پدری‌اش در شهر شیبان، توسط نیروهای امنیتی، بازداشت شد. وی چند ماه، زیر شدیدترین شکنجه‌ها در بازداشتگاه اداره اطلاعات بود و در سلول انفرادی، مورد آزار، قرار گرفته بود. از روز شنبه ۴ بهمن، وی با ۴ زندانی سیاسی دیگر، به‌دلیل ممنوعیت ملاقات و بدرفتاری مسئولان زندان، با دوختن لب‌های خود، اعتصاب غذا کردند.[۲۶][۲۷]
8. اصغر نحوی‌پور فریدنی؛ ورزشکاری که در تاریخ ۲۴ تیر ۱۳۹۶ در هنگام دفاع از یک بانو در برابر یک روحانی قاضی، به دست یکی از مأموران انتظامی، در حالی که فریاد «جانم فدای ایران» سر می‌داد، کشته شد.[۲۸][۲۹]

## بازداشت و زندانی کردن
1. محمدرضا تبریزی نوری (زادهٔ ۱۳۵۸ در مشهد)؛ در آبان ۱۳۹۹، قهرمان معلولان پرورش اندام جهان،[۳۰] به دلیل انتقاد به بازبودن اماکن دینی در دورهٔ کرونا، پس از حملهٔ پلیس و نیروهای لباس‌شخصی به خانه‌اش بازداشت شد. برخی از شعار دهندگان، خواستار اعدام او شدند.[۳۱][۳۲] وی برادر کوچک‌تر سه قهرمان جهانی دیگر یعنی حسن تبریزی نوری (قهرمان بدن‌سازی پیش‌کسوتان جهان)، علی تبریزی نوری (قهرمانِ قهرمانان بدن‌سازی جهان) و محمود تبریزی نوری (قهرمان بدن‌سازی آسیا) است.
2. در پی خیزش ۱۴۰۱ ایران، برخی از ورزشکاران، همچون: اشراق نجف‌آبادی، مربی دوچرخه‌سواری، محمد خیوه، کوهنورد و طبیعت‌گرد، حسام موسوی، مربی سنگ‌نوردی، دنا شیبانی، مربی اسنوبرد و گرافیست، و امیر ارسلان مهدوی، مربی اسنوبرد، توسط وزارت اطلاعات بازداشت شدند.[۳۳]
3. روز یکشنبه ۱۵ مرداد ۱۴۰۲ دادگاه کیفری جمهوری اسلامی در خرم‌آباد، معصومه سلیمانی قهرمان سابق کشتی و دارنده مدال برنز را به اتهام «تحریک به ارتکاب اعمال خشونت‌آمیز در بستر فضای مجازی» به یک سال زندان محکوم کرد. وی در آبان ۹۸ نیز به مدت یک ماه بازداشت شده بود.[۳۴]

## ضرب و شتم و مجروح کردن ورزشکاران
۸ اردیبهشت ۱۴۰۱ یک مأمور گشت ارشاد به رضا مرادخانی بوکسور سابق تیم ملی در پارک پردیسان چندین بار شلیک کرده و او را از ناحیه شکم و پا مجروح کرده‌است. این شلیک و مجروح کردن به بهانه بدحجابی وی و همسرش بوده‌است و در حالی که آن‌ها فرزند ده‌ماهه‌یشان در بغل‌شان بوده به آن‌ها اسپری فلفل زده و سپس به وی شلیک کرده‌اند.

## وادار شدن به شکست اجباری
حکومت جمهوری اسلامی، ورزشکاران را به «شکست عمدی» مجبور می‌کند تا با حریفان اسرائیلی مسابقه ندهند و این در حالی است که ورزشکاران فلسطینی با ورزشکاران اسرائیلی مسابقه می‌دهند.
نام برخی از ورزشکاران مجبورشده چنین است:
1. علیرضا کریمی، کشتی‌گیر ایرانی در مسابقات جهانی لهستان در سال ۱۳۹۶؛
2. سعید مولایی، جودوکا؛
3. وحید سرلک، جودوکا….

## بازداشت ورزشکاران در خیزش ۱۴۰۱ ایران
برای آگاهی از این بخش، ورزشکاران بازداشت‌شده خیزش ۱۴۰۱ ایران را بخوانید.